# 水田かかし
水田 かかし（みずた かかし、本名：水田 高明（みずた たかあき）、1939年11月30日 - 2017年12月10日）は、日本の物真似・漫談師。松竹芸能所属。元トンボプロダクション所属。（自身の個人事務所）
実の子がシンガーソングライターの水田達巳。

## 来歴
長崎県の生まれ、島原高校卒業後、役者を志し東映に入る。しかし断念し演芸の世界に転身し1965年に旧なんば花月からギター漫談でデビュー。その後水田とんぼと漫才コンビを組むも解消し再び漫談に戻った。吉本興業を離れフリーで活動後、現在は松竹芸能所属で歌謡物真似等を行う。水田カカシと表記したこともあった。

## レコード
- 船場川（クラウンレコード）
- 銭花（クラウンレコード）
- 任侠（キングレコード）
- 夢のまち 花のまち（CBSソニー）